# Gertrud Adelborg
Gertrud Virginia Adelborg (Karlskrona, 10 de setembro de 1853 – 25 de janeiro de 1942, Gagnef) foi uma professora sueca, feminista e membro destacado do movimento pelos direitos das mulheres.

## Biografia
Gertrud Adelborg nasceu em Karlskrona, no condado de Blekinge, na Suécia. Ela era filha do capitão da marinha e nobre Bror Jacob Adelborg (1816–1865) e de sua esposa Hedvig Catharina af Uhr (1820–1903). Ela era irmã da ilustradora de livros Ottilia Adelborg (1855–1936) e da artista têxtil Maria Adelborg (1849–1940). Ela nunca se casou. Adelborg foi educada por uma governanta em casa e em escolas femininas. Ela trabalhou como professora entre 1874–79 e foi empregada no Tribunal de Apelação da Svealândia (em sueco: Svea hovrätt) de 1881 a 1883.

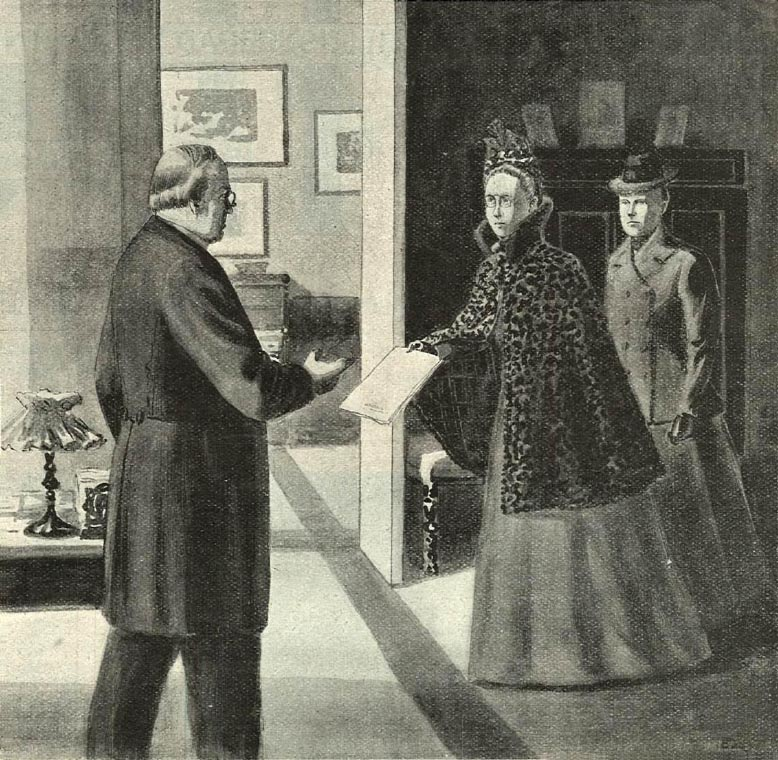
Agda Montelius e Gertrud Adelborg apresentam a petição de sufrágio feminino ao primeiro-ministro Erik Gustaf Boström em 1899

Gertrud Adelborg era ativa no movimento feminista sueco e na luta pelo sufrágio feminino. Ela trabalhou para o escritório da Associação Fredrika Bremer (FBF) de 1884 a 1907 (de 1886 como presidente do escritório em Estocolmo) e foi membro do comitê central da associação de 1897 a 1915. Ela abriu a Escola Rural para Mulheres da Associação Fredrika Bremer (em sueco: Landthushållningsskola för kvinnor) em Rimforsa em Östergötland, onde ela pertenceu ao conselho escolar de 1907 a 1921.
Em 1899, uma delegação da FBF apresentou uma sugestão de sufrágio feminino ao primeiro-ministro Erik Gustaf Boström. A delegação foi chefiada por Agda Montelius, acompanhada por Gertrud Adelborg, que redigiu o pedido. Esta foi a primeira vez que o próprio movimento feminino sueco apresentou oficialmente um pedido de sufrágio.
Gertrud Adelborg era membro do comitê central da Associação Nacional do Sufrágio Feminino (em sueco: Landsföreningen för kvinnans politiska rösträtt) ou LKPR de 1903 a 19006. Em 1907, ela chefiou a delegação da LKPR que apresentou seu pedido ao próprio monarca, o rei Óscar II da Suécia. Ela lembrou Óscar II das reformas relativas aos direitos das mulheres que foram aprovadas por seu pai, o rei Óscar I da Suécia, e continuou expressando sua esperança de que "o filho de Óscar I atribuiria seu nome a uma sugestão de sufrágio feminino". Segundo Lydia Wahlström: "assim que o rei ouviu o nome de seu pai, seu interesse foi despertado", e Óscar II prometeu seu apoio, mas acrescentou que como monarca constitucional não poderia fazer muito, e que duvidava que o governo atual o faria. O papel de Adelborg no trabalho de sufrágio foi descrito como importante, mas menos público: ela assumiu tarefas de secretária, fez investigações, estruturou o trabalho e foi autora de muitas de suas publicações e manifestos.

Gertrud Adelborg viveu aposentada em Gagnef, no condado de Dalarna. Ela foi premiada com a Medalha Real Sueca do Illis Quorum em 1907. Gertrud Adelborg morreu em 1942 e foi enterrada em Gagnef.